# Biatlon la Jocurile Olimpice de iarnă din 2018 - ștafetă (mixt)
Proba de ștafetă mixt  de la Jocurile Olimpice de iarnă din 2018 de la Pyeongchang, Coreea de Sud a avut loc pe 20 februarie 2018 la Alpensia Biathlon Centre.
Proba s-a desfășurat pe lungimea de 27 de km: 2x6 km (feminin) + 2x7,5 km (masculin)

## Program
Orele sunt orele Coreei de Sud (ora României + 7 ore).
| Dată         | Ora         | Rundă  |
| ------------ | ----------- | ------ |
| 20 februarie | 20:15–21:45 | Finală |

## Rezultate
Proba a început la ora 20:15.
| Loc | Număr de concurs | Țară                                                                                    | Timp                                      | Penalități (C+P)                        | Deficit  |
| --- | ---------------- | --------------------------------------------------------------------------------------- | ----------------------------------------- | --------------------------------------- | -------- |
| 1   | 7                | Franța · Marie Dorin Habert · Anaïs Bescond · Simon Desthieux · Martin Fourcade         | 1:08:34,3 15:51,1 16:46,4 17:58,4         | 0+1 0+3 0+0 0+0 0+1 0+3 0+0 0+0         | –        |
| 2   | 1                | Norvegia · Marte Olsbu · Tiril Eckhoff · Johannes Thingnes Bø · Emil Hegle Svendsen     | 1:08:55,2 16:16,9 16:55,1 17:24,4 18:18,8 | 0+5 1+6 0+2 0+1 0+2 1+3 0+0 0+1 0+1 0+1 | +20,9    |
| 3   | 2                | Italia · Lisa Vittozzi · Dorothea Wierer · Lukas Hofer · Dominik Windisch               | 1:09:01,2 15:44,1 16:34,4 18:17,4 18:25,3 | 0+1 0+6 0+0 0+0 0+0 0+3 0+0 0+1 0+1 0+2 | +26.9    |
| 4   | 3                | Germania · Vanessa Hinz · Laura Dahlmeier · Erik Lesser · Arnd Peiffer                  | 1:09:01,5 15:46,3 16:02,3 18:14,7 18:58,2 | 0+2 1+5 0+0 0+0 0+0 0+1 0+0 0+1 0+2 1+3 | +27,2    |
| 5   | 11               | Belarus · Nadezhda Skardino · Darya Domracheva · Sergey Bocharnikov · Vladimir Chepelin | 1:09:29,8 16:10,7 16:10,5 18:29,8 18:38,8 | 0+2 0+1 0+0 0+0 0+0 0+1 0+1 0+0         | +55,5    |
| 6   | 8                | Finlanda · Laura Toivanen · Kaisa Mäkäräinen · Tero Seppälä · Olli Hiidensalo           | 1:09:38,2 16:46,6 16:01,2 18:30,6 18:19,8 | 0+1 0+2 0+0 0+1 0+0 0+0 0+1 0+1 0+0 0+0 | +1:03,9  |
| 7   | 10               | Ucraina · Iryna Varvynets · Yuliia Dzhima · Dmytro Pidruchnyi · Artem Pryma             | 1:09:46,4 16:18,6 16:29,6 18:22,9 18:35,3 | 0+3 0+2 0+1 0+0 0+1 0+0 0+1 0+1 0+0 0+1 | +1:12,1  |
| 8   | 13               | Cehia · Veronika Vítková · Markéta Davidová · Ondřej Moravec · Michal Krčmář            | 1:10:13,6 16:07,4 16:54,6 18:24,4 18:47,2 | 0+5 0+3 0+2 0+1 0+3 0+0 0+0 0+1         | +1:39,3  |
| 9   | 6                | AOR Uliana Kaisheva Tatiana Akimova Anton Babikov Matvey Eliseev                        | 1:10:49,1 16:20,9 16:41,9 18:16,9 19:29,4 | 0+6 0+4 0+2 0+1 0+0 0+1 0+1 0+1 0+3 0+1 | +2:14,8  |
| 10  | 18               | Austria · Lisa Hauser · Katharina Innerhofer · Simon Eder · Julian Eberhard             | 1:10:56,3 16:53,8 17:09,9 18:11,5 18:41,1 | 0+6 0+8 0+1 0+3 0+2 0+3 0+1 0+0 0+2 0+2 | +2:22,0  |
| 11  | 5                | Suedia · Mona Brorsson · Hanna Öberg · Jesper Nelin · Fredrik Lindström                 | 1:11:07,5 17:37,5 16:23,7 18:29,5 18:36,8 | 0+2 2+6 0+0 2+3 0+0 0+1 0+2 0+1 0+0 0+1 | +2:33,2  |
| 12  | 15               | Canada · Rosanna Crawford · Julia Ransom · Brendan Green · Christian Gow                | 1:11:11,0 16:18,8 17:14,5 18:57,9 18:39,8 | 0+2 0+7 0+1 0+1 0+0 0+2 0+1 0+2 0+0 0+2 | +2:36,7  |
| 13  | 9                | Elveția · Elisa Gasparin · Lena Häcki · Benjamin Weger · Serafin Wiestner               | 1:11:31,4 16:48,1 17:21,8 18:02,7 19:18,8 | 1+6 0+7 0+1 0+3 1+3 0+2 0+1 0+0 0+1 0+2 | +2:57,1  |
| 14  | 12               | Slovenia · Urška Poje · Anja Eržen · Klemen Bauer · Jakov Fak                           | 1:11:55,6 16:55,3 17:59,5 18:05,0 18:55,8 | 0+0 1+7 0+0 0+2 0+0 1+3 0+0 0+0 0+0 0+2 | +3:21,3  |
| 15  | 19               | Statele Unite ale Americii · Susan Dunklee · Joanne Reid · Tim Burke · Lowell Bailey    | 1:12:05,4 16:07,9 18:50,7 18:29,1 18:37,7 | 0+3 3+6 0+2 0+0 0+0 3+3 0+0 0+3 0+1 0+0 | +3:31,1  |
| 16  | 14               | Polonia · Magdalena Gwizdoń · Kamila Żuk · Andrzej Nędza-Kubiniec · Grzegorz Guzik      | 1:12:17,9 16:10,0 16:38,8 19:39,3 19:49,8 | 0+4 0+4 0+1 0+0 0+0 0+2 0+0 0+1 0+3 0+1 | +3:43,6  |
| 17  | 16               | Bulgaria · Emilia Yordanova · Daniela Kadeva · Krasimir Anev · Vladimir Iliev           | 1:12:31,7 16:49,9 17:46,0 18:56,2 18:59,6 | 0+7 0+4 0+1 0+0 0+2 0+1 0+1 0+3 0+3 0+0 | +3:57,4  |
| 18  | 20               | Kazahstan · Galina Vishnevskaya · Alina Raikova · Roman Yeremin · Maxim Braun           | 1:14:13,7 16:09,1 17:39,5 20:12,0 20:13,1 | 3+4 0+3 0+0 0+1 3+3 0+0 0+1 0+1         | +5:39,4  |
| 19  | 17               | Lituania · Natalija Kočergina · Diana Rasimovičiūtė · Tomas Kaukėnas · Vytautas Strolia | 1 tură 18:16,3 1 tură 0                   | 0+4 1+3 0+2 1+3 0+2 0+0 0               | +9:58,9  |
| 20  | 4                | Slovacia · Paulína Fialková · Anastasiya Kuzmina · Matej Kazár · Martin Otčenáš         | LAP 21:33,9 1 tură 0                      | 4+6 1+4 4+3 1+3 0+3 0+1 0               | +9:59,9  |